# KNN 뉴스아이
《KNN 뉴스아이》(KNN NEWS EYE)는 KNN TV에서 매주 월요일 ~ 목요일 오후 8시 30분, 금요일 오후 8시 20분, 토요일 오후 8시 15분, 일요일 오후 8시 25분에 방송 중인 부산 경남 지역 메인 뉴스 프로그램이다.

## 방송 시간
- 월요일 ~ 목요일 오후 8시 30분 ~ 오후 9시
- 금요일 오후 8시 20분 ~ 오후 8시 50분
- 토요일 오후 8시 15분 ~ 오후 8시 35분
- 일요일 오후 8시 25분 ~ 오후 8시 45분

## 앵커
- 평일은 2016년 12월 12일 이후, 주말은 2017년 1월 1일 ~ 이후를 기준으로 설정됨.
- 평일은 2017년 5월 1일 이전, 주말은 2017년 3월 12일까지 이후를 기준으로 설정됨.
- 데이터는 국립중앙도서관 VOD 목록 기반으로 작성되어 있음.

### 평일
| 대수 | 진행자               | 진행자                    | 진행 기간                                | 비고                               |
| 대수 | 남성                 | 여성                      | 진행 기간                                | 비고                               |
| ---- | -------------------- | ------------------------- | ---------------------------------------- | ---------------------------------- |
| 1대  | 강원진               | 박시현                    | 1995년 5월 14일 ~ 일자 미상              | [ 1 ]                              |
| 2대  | 전성호 최광수 전기득 | 최혜진 박은주 윤진 김미정 | 1990년대(날짜 미상)                      |                                    |
| 3대  | 조승완               | 최혜진 박은주 윤진 김미정 | 1990년대 후반 ~ 2000년대 초반(날짜 미상) |                                    |
| 4대  | 전용우               | 최혜진 박은주 윤진 김미정 | 2000년대 초반(날짜 미상)                 |                                    |
| 5대  | 길재섭               | 김지혜                    | 2000년대 중반(날짜 미상)                 |                                    |
| 6대  | 정희석               | 박은주                    | 일자 미상 ~ 2007년 5월 18일              |                                    |
| 7대  | 정수영               | 박소영                    | 2007년 5월 21일 ~ 2007년 가을(날짜 미상) |                                    |
| 8대  | 조승완               | 박소영                    | 2007년 일자 미상 ~ 2011년 7월 29일       |                                    |
| 9대  | 조승완               | 김보라                    | 2011년 8월 1일 ~ 2012년 11월 9일         |                                    |
| 10대 | 황범                 | 정유진                    | 2012년 11월 12일 ~ 2013년 3월 15일       |                                    |
| 11대 | 황범                 | 김보라                    | 2013년 3월 18일 ~ 2014년 5월 16일        | [ 3 ] [ 4 ]                        |
| 임시 | 황범                 | 정희정                    | 2014년 5월 19일 ~ 2014년 6월 13일        |                                    |
| 12대 | 황범                 | 정준희                    | 2014년 6월 16일 ~ 2017년 2월 3일         | [ 6 ] [ 7 ]                        |
| 13대 | 진재운               | 정준희                    | 2017년 2월 6일 ~ 2018년 3월 9일          | [ 8 ] [ 9 ]                        |
| 14대 | 황범                 | 정준희                    | 2018년 3월 12일 ~ 2019년 11월 29일       | [ 10 ] [ 11 ] [ 12 ]               |
| 15대 | 김제현               | 김다롬                    | 2019년 12월 2일 ~ 2021년 3월 26일        | [ 13 ]                             |
| 16대 | 박철규               | 김다롬                    | 2021년 3월 29일 ~ 2021년 10월 1일        | [ 15 ] [ 16 ] [ 17 ]               |
| 17대 | 박철규               | 정준희                    | 2021년 10월 4일 ~ 2022년 9월 30일        | [ 18 ] [ 19 ] [ 20 ] [ 21 ]        |
| 18대 | 박철규               | 임혜림                    | 2022년 10월 4일 ~ 2022년 12월 30일       | [ 22 ]                             |
| 19대 | 고강용               | 임혜림                    | 2023년 1월 2일 ~ 2023년 7월 7일          |                                    |
| 20대 | 이상철               | 임혜림                    | 2023년 7월 10일 ~ 2023년 12월 29일       | [ 24 ] [ 25 ] [ 26 ] [ 27 ] [ 28 ] |
| 21대 | 박경익               | 임혜림                    | 2024년 1월 1일 ~ 2025년 5월 13일         | [ 29 ] [ 30 ] [ 31 ]               |
| 22대 | 오주호               | 김다롬                    | 2025년 5월 14일 ~ 현재                   |                                    |

### 주말 AI
| 대수 | 진행자 | 진행자 | 진행 기간                        | 비고   |
| 대수 | 남성   | 여성   | 진행 기간                        | 비고   |
| ---- | ------ | ------ | -------------------------------- | ------ |
| 1대  | 현승훈 | 빈칸   | 2024년 7월 6일 ~ 2025년 6월 15일 | [ 32 ] |
| 2대  | 빈칸   | 임혜림 | 2025년 6월 21일 ~ 현재           |        |

### 일요일
| 대수 | 진행자        | 진행자        | 진행 기간                          | 비고          |
| 대수 | 남성          | 여성          | 진행 기간                          | 비고          |
| ---- | ------------- | ------------- | ---------------------------------- | ------------- |
| 1대  | 빈칸          | 정유진        | 일자 미상 ~ 2012년 11월 11일       |               |
| 2대  | 김종우        | 김보라        | 2012년 11월 17일 ~ 2013년 3월 17일 |               |
| 3대  | 김종우        | 조은화        | 2013년 3월 23일 ~ 2014년 7월 13일  | [ 33 ] [ 34 ] |
| 4대  | 빈칸          | 이해리        | 2014년 7월 19일 ~ 2017년 2월 5일   | [ 35 ]        |
| 5대  | 정수영        | 빈칸          | 2017년 2월 11일 ~ 2017년 3월 5일   |               |
| 임시 | 아나운서 일동 | 아나운서 일동 | 2017년 3월 11일 ~ 2024년 7월 28일  |               |

## 역대 기상캐스터
| 대수 | 기상캐스터        | 진행 기간                         | 비고 |
| ---- | ----------------- | --------------------------------- | ---- |
| 1대  | 조문경 기상캐스터 | 일자미상 ~ 2022년 3월 16일        |      |
| 2대  | 오희주 기상캐스터 | 2022년 3월 17일 ~ 2025년 5월 13일 |      |
| 3대  | 김다롬 아나운서   | 2025년 5월 14일 ~ 현재            |      |

## 경쟁 프로그램
- KBS 뉴스 9 부산 (KBS 부산 1TV)
- KBS 뉴스 9 경남 (KBS 창원 1TV)
- MBC 뉴스데스크 부산 (부산MBC TV)
- MBC 뉴스데스크 경남 (MBC 경남 TV)